# 熊坂インターチェンジ

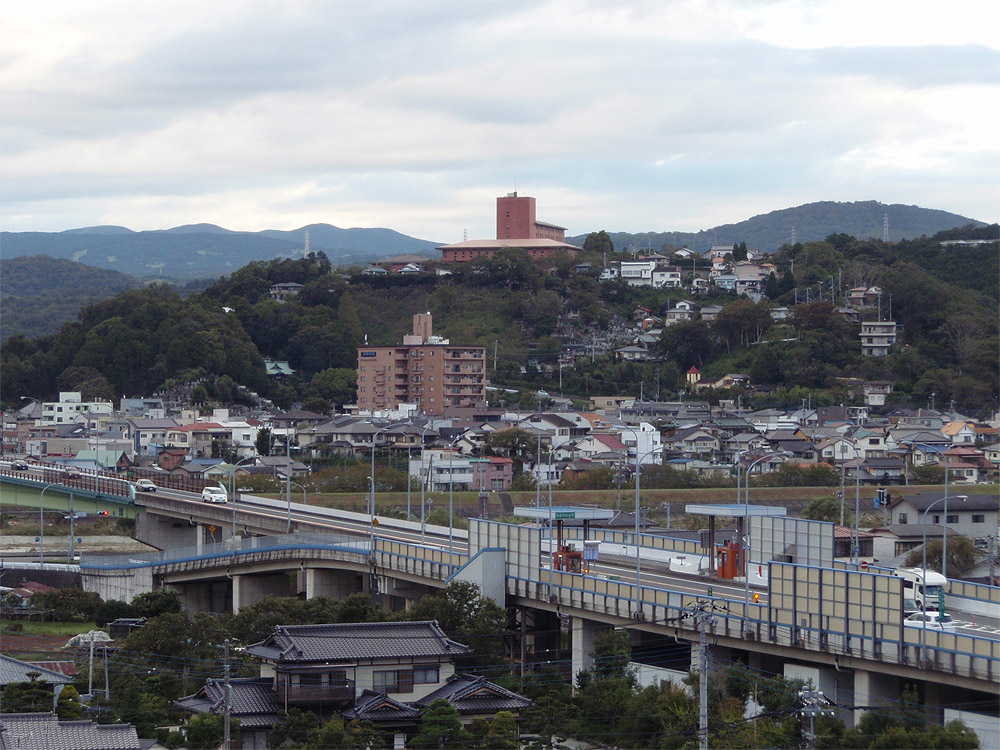
熊坂ICと修善寺料金所

熊坂インターチェンジ（くまさかインターチェンジ）は、静岡県伊豆市熊坂にある修善寺道路のインターチェンジ。下田方面へのハーフインターチェンジである。

## 概要
本インターの出入口ランプに料金所（修善寺料金所）が設置されているが、夜間は無人となるため無料で通行できる（料金徴収時間：6時 - 22時）。2025年（令和7年）4月現在、ETC、クレジットカードは利用できないが、2021年（令和3年）7月1日からETCソリューションズが提供する会員登録型のETC多目的利用サービス（ETCカードによるキャッシュレス決済）「ETCX」を導入した。
当初は料金徴収期限が2025年（平成37年）8月24日までとされていたが、伊豆中央道と修善寺道路の経営を一体とする合併採算制の導入により、料金徴収期限が2023年（平成35年）11月12日へ変更された（後に10月2日に変更）。その後、伊豆中央道・修善寺道路・静浦バイパスを一つの道路として料金を徴収する、いわゆる「料金プール制の許可」等の申請手続きが行われ、料金徴収期限が2057年（令和39年）3月8日へ延長されている。

## 料金所施設
ブース数：2（うち ETCX設置数：2）

## 歴史
- 1988年（昭和63年）：伊豆縦貫自動車道修善寺工区（5,207 m）事業化
- 1989年（平成元年）8月8日：基本計画区間策定（大仁町 - 天城湯ヶ島町）、整備計画区間策定（大仁町 - 修善寺町）
- 1992年（平成4年）9月19日：修善寺IC - 熊坂IC間開通に伴い供用開始
- 2021年（令和3年）7月1日：会員登録型のETC多目的利用サービス「ETCX」を導入[3]
- 2023年（令和5年）
  - 11月12日：料金徴収終了の当初予定日（伊豆中央道との合併採算後の料金徴収期限）[5]
  - 11月13日：無料開放予定の当初予定日（伊豆中央道と同時）
- 2057年（令和39年）
  - 3月8日（予定）：料金徴収終了[7]
  - 3月9日（予定）：無料開放（伊豆中央道と同時）[7]

## 接続する道路
- 国道136号

## 周辺
- 狩野川記念公園
- 伊豆市立熊坂小学校

## 隣
修善寺道路
大仁南IC（三島方面出入口） - 大仁料金所 - 熊坂IC（下田方面出入口） - 修善寺IC